# Château de Clérans (Cause-de-Clérans)
Pour les articles homonymes, voir Château de Clérans.
Le château de Clérans est un château français implanté sur la commune de Cause-de-Clérans dans le département de la Dordogne, en région Nouvelle-Aquitaine. Il a été édifié aux XIIe et XIIIe siècles.

## Présentation
Le château de Clérans se situe en Périgord pourpre, au sud du département de la Dordogne, dans le village même de Clérans devenu Cause-de-Clérans.
C'est une propriété privée, ouverte au public lors des Journées européennes du patrimoine.
Le château est inscrit aux monuments historiques pour son donjon en 1948 puis pour les autres vestiges en 2007.

## Historique
Incendié par Raymond, vicomte de Turenne vers l'an 1100, le château de Clérans est reconstruit au XIIe puis au XIIIe siècle.
Pendant la guerre de Cent Ans, il passe alternativement de nombreuses fois aux mains des Anglais puis des Français, notamment en 1378 où il est pris par Bertrand Du Guesclin. Le château redevient français en 1453.
Abandonné, il sert de carrière de pierres au XIXe siècle et jusqu'à son rachat en 1936.

## Architecture
Des logis, des deux tours, du châtelet et des remparts médiévaux, le château actuel conserve au début du XXIe siècle, hormis une chapelle aménagée en logement, un donjon élevé et une enceinte fractionnée, à l'état de ruines.

## Galerie de photos

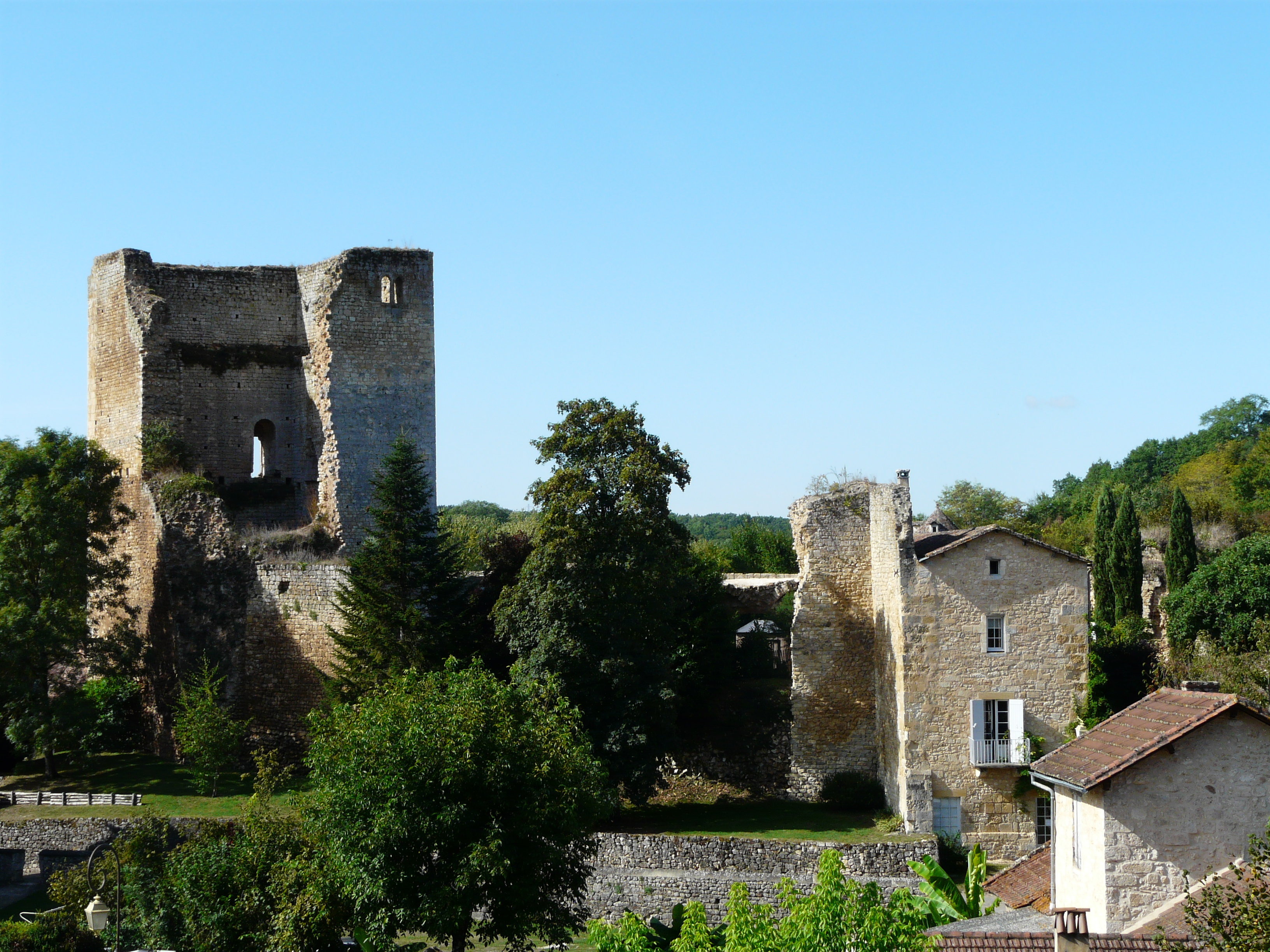
Les ruines du château, côté nord-est
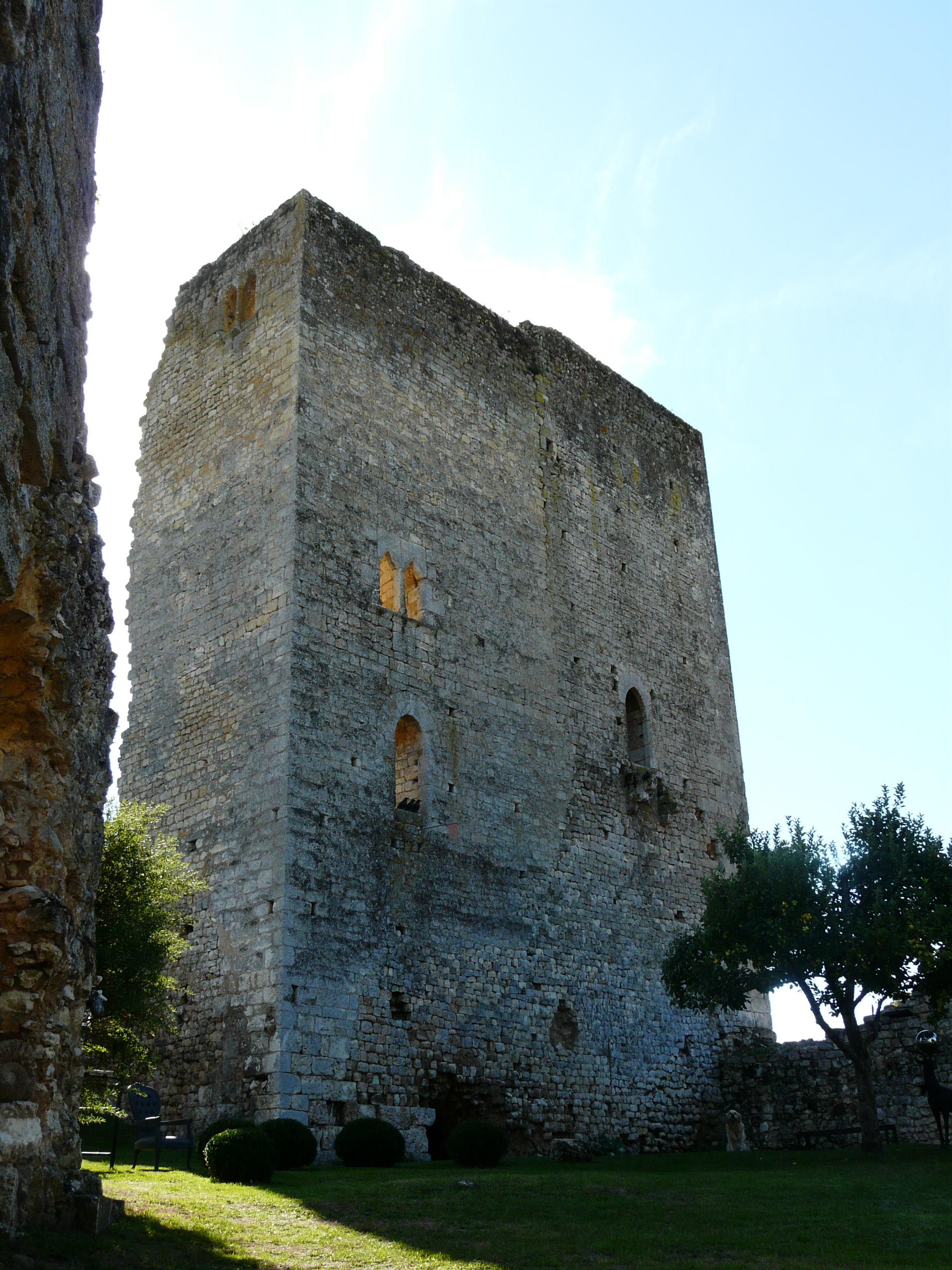
L'imposant donjon
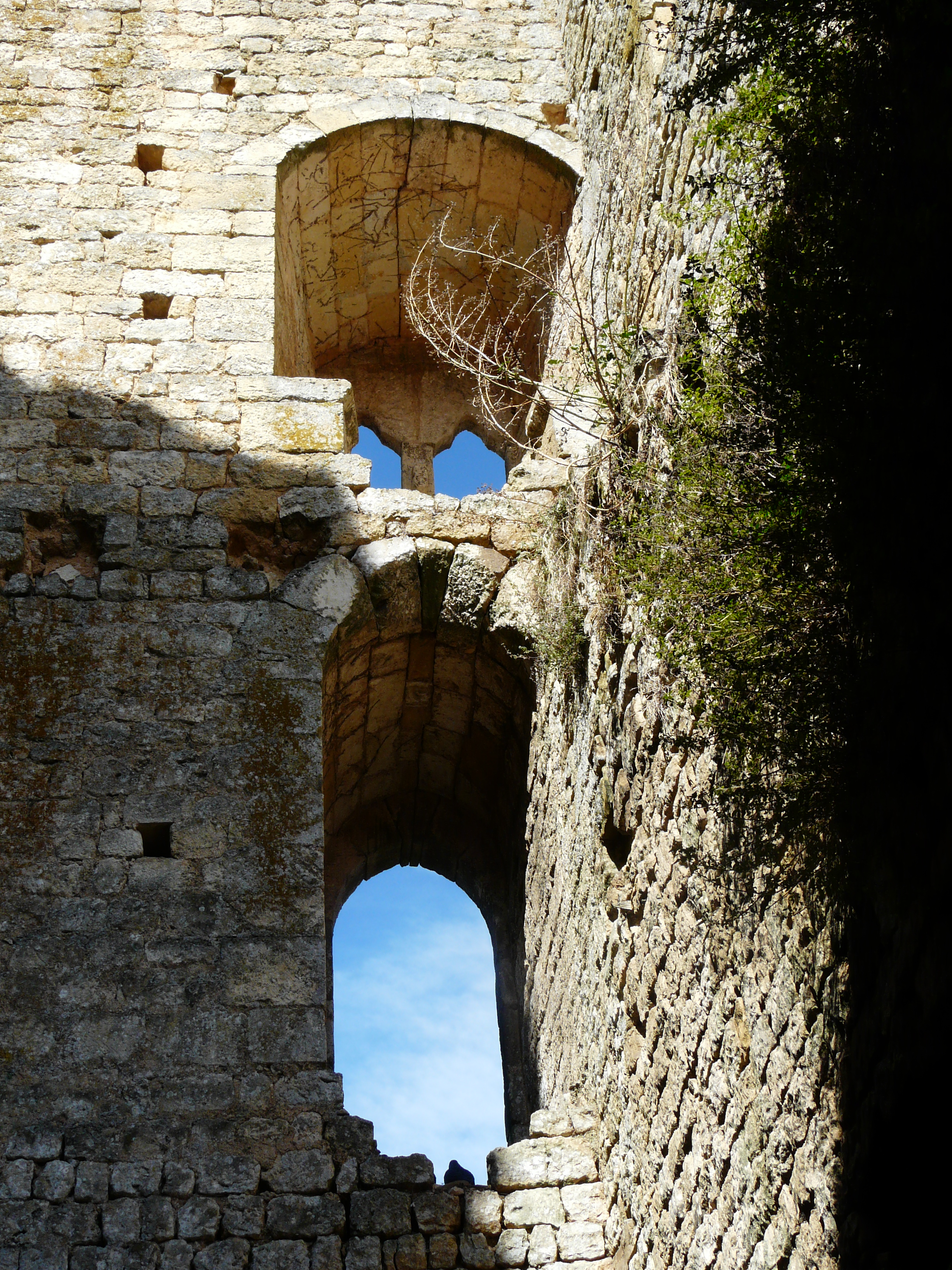
Ouvertures à l'intérieur du donjon
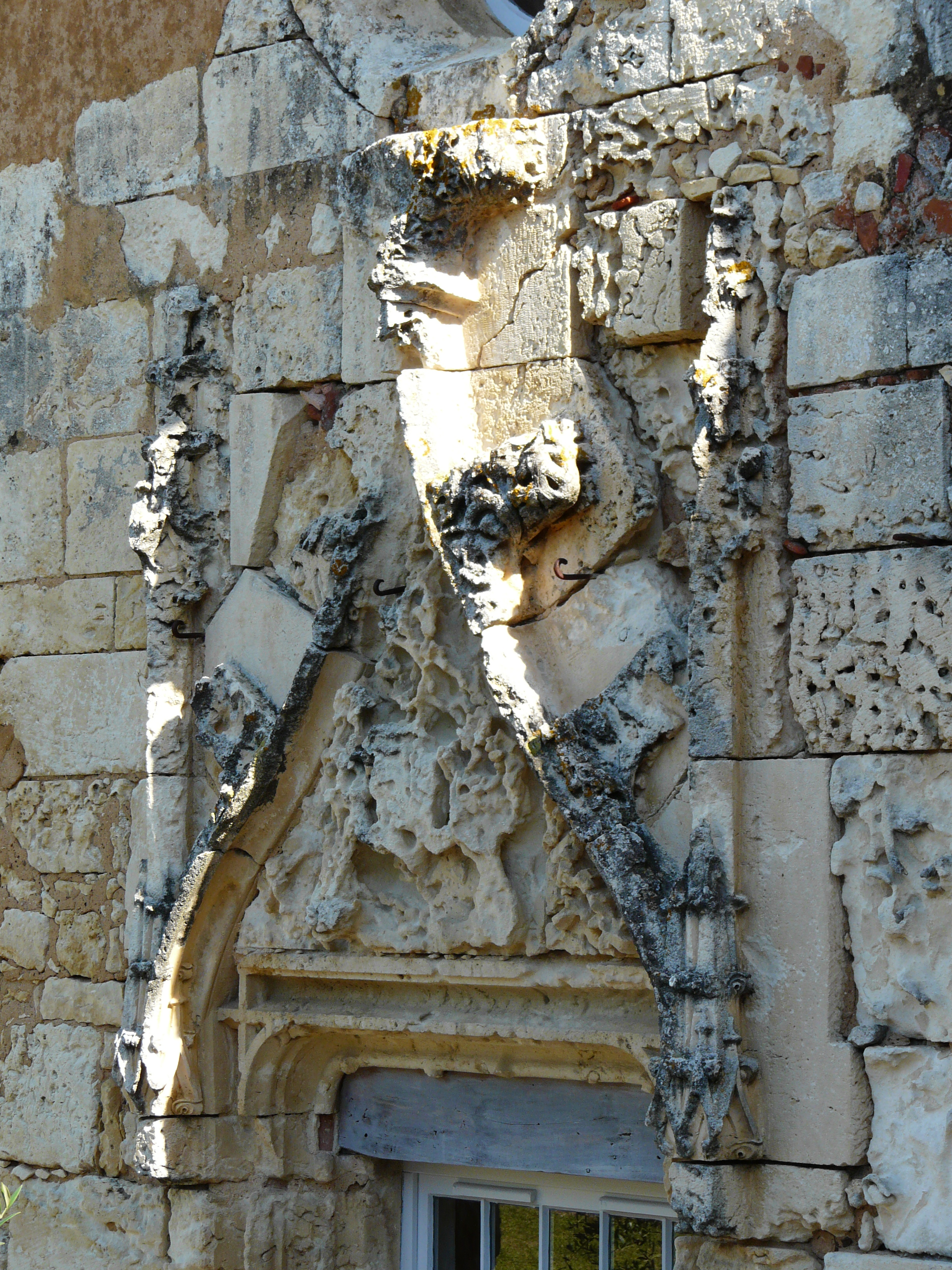
Le tympan de l'ancienne chapelle